# Аукштадварис
Аукштадва́рис (ранее Высо́кий Двор, лит. Aukštadvaris, пол. Wysoki Dwór) — местечко в Тракайском районе Вильнюсского уезда Литвы.
Население — 1031 человек (согласно переписи 2001 года).

## История
Ранее местечко Высокий Двор входило в состав Трокского уезда Виленской губернии. Впервые упоминается в 1534 году как поместье окольничего Лятцкого, который бежал из России с сыном и получил это богатое поместье Высокий Двор и Жолудек от короля Сигизмунда II Августа. В местечке имелись большой винокуренный завод и водяная мельница, православная церковь, часовня, и до 500 жителей.
12 (24) июня 1812 года в местечке дислоцировался при отходе от границ империи 3-й пехотный корпус, являвшийся авангардом генерал-майора князя И. Л. Шаховского.
В 1920-х годах Срединная Литва претендовала на Ширвинты и Высокий Двор.
В советское время работал совхоз.

## Достопримечательности
Костёл Преображения Господня (1907—1913), построен в неоготическом духе, по проекту белорусского архитектора Антона Филиповича-Дубовика.

## Знаменитые уроженцы
- Станкявичюс, Лауринас-Миндаугас (1935—2017) — премьер-министр Литвы (в 1996 году)